# 阿曼多·曼索
阿曼多·曼索（西班牙語：Armando Manzo，1958年10月16日—），墨西哥前男子足球运动员，司职后卫。他曾代表墨西哥国家队参加1986年国际足联世界杯，结果队伍止步八强赛。